# St. Rita Point
St. Rita Point är en udde i Antarktis. Den ligger i Västantarktis. Argentina, Chile och Storbritannien gör anspråk på området.
Terrängen inåt land är kuperad åt nordväst, men åt sydost är den platt. Havet är nära St. Rita Point åt sydost. Trakten är obefolkad. Det finns inga samhällen i närheten. 